# District de Daoli
Le district de Daoli (道里区 ; pinyin : Dàolǐ Qū) est une subdivision administrative de la province du Heilongjiang en Chine. C'est l'un des quartiers anciens de la ville sous-provinciale de Harbin.